# بیابان دناکل

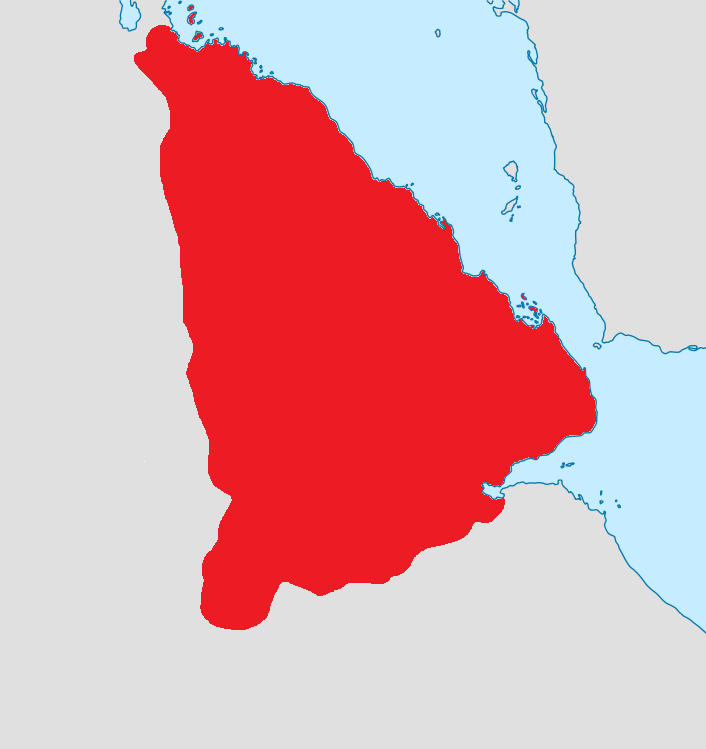
نقشه بیابان دناکل

بیابان دِناکل در مثلث عفر جای دارد. این بیابان تا شمال شرق اتیوپی، جنوب اریتره و شمال غرب جیبوتی کشیده شده‌است. این منطقه سرزمین مردم عفار است. پست‌ترین نقطه از این بیابان در ارتفاع ۱۰۰ متری زیر سطح آزاد دریاها جای دارد.
آتشفشان‌های بسیاری در این منطقه فعال اند که از آن جمله می‌توان به ارتا الیه اشاره کرد. حیوان وحشی این ناحیه خر وحشی آفریقایی است.
مهم‌ترین صنعت مردم این منطقه با دست کندن معدن‌های نمک و سوار کردن این نمک‌ها بر روی شتر است.